# Тейлор, Райан
Райан Энтони Тейлор (англ. Ryan Anthony Taylor; 19 августа 1984, Ливерпуль) — английский футболист, крайний защитник. Выступал за молодёжную сборную Англии.
Отличался высоким мастерством исполнения штрафных ударов и мог отлично бить издали.

## Карьера

### «Транмир Роверс»
Первым клубом Тейлора был скромный «Транмир Роверс» из пригорода Ливерпуля, выступающий во Второй Футбольной лиге. Тейлор попал в первую команду в 18-летнем возрасте при Рее Матиасе, первоначально играя как атакующий полузащитник на правом фланге вместе с более опытным Шоном Коннелли, который играл на позиции правого защитника. Однако в конце сезона Коннелли ушёл из команды, и Тейлор вернулся на свою привычную позицию в обороне. За следующие два сезона он стал одним из лучших молодых игроков в клубе. «Транмир» смогли за это время вернуться в Первую Футбольную лигу. Следующий сезон 2004/05 стал для Тейлора поворотным. Вместе с клубом он достиг полуфинала Кубка Англии и с 11 мячами стал вторым бомбардиром команды (голы в основном были забиты с пенальти и великолепно исполненных штрафных ударов). В следующем сезоне Райан теперь уже с новой командой стал играть в Премьер-лиге. «Транмир» принял предложение от «Уиган Атлетик» о продаже Тейлора приблизительно за 1,25 миллионов фунтов, плюс дополнительные пункты для Тейлора, если клуб по итогам сезона не вылетит из Премьер-лиги.

### «Уиган Атлетик»
Из-за травм сезон 2005/06 стал для Тейлора худшим в его профессиональной карьере. Первую травму он получил в матче Кубка Англии против «Лидса». И в своём первом возвращении на поле, в матче резервных составов против «Ньюкасла», он сломал ногу. Свой первый гол в Премьер-лиге Тейлор забил только в следующем сезоне 25 февраля 2007 года в ворота «Ньюкасла». На 39-й минуте матча центральный защитник «сорок» Огучи Оньеву нарушил правила возле угла своей штрафной площади. С этого места Тейлор ударом с правой ноги и направил мяч в дальний верхний угол ворот Шея Гивена. Этот гол оказался единственным в этом матче и единственным в этом сезоне для Райана.

### «Ньюкасл Юнайтед»
2 февраля 2009 года Райан проходит медицинское обследование в «Ньюкасле» и подписывает контракт на 4.5 года. Этот трансфер был частью сделки по переходу Шарля Н’Зогбия в «Уиган». Он дебютировал в выездном победном матче против «Вест Бромвич» (2:3). Тейлор забил свой первый гол за Ньюкасл 22 августа в матче против «Кристал Пэлас».
В связи с приобретением защитников Джеймса Перча и Сола Кэмпбелла, в новом сезоне Тейлор потерял место в основе команды, сыграв за сезон всего 8 матчей и забив 2 мяча.
В сезоне 2011/12 Райан наслаждается игрой в основе, на неожиданной для себя позиции левого защитника, вытеснив из основы игрока сборной Италии Давиде Сантона и помогая команде в её лучшем старте в сезоне с середины 90-х и беспроигрышной серии в 11 матчей.
Райана преследовала череда травм в сезоне чемпионата Англии 2012/13, а ближе к окончанию сезона, он потянул связки на тренировке. Главный тренер «Ньюкасла» Алан Пардью сообщил, что Тейлор, скорее всего, полностью пропустит следующий сезон.
Тейлор смог вернуться к играм лишь через 26 месяцев — в октябре 2014 года в игре против «Манчестер Сити». Однако уже в ноябре он снова получает травму, от которой восстанавливается в феврале 2015 года. После того как «Ньюкасл» смог сохранить место в Премьер-лиге, контракт игрока с клубом был расторгнут.

### «Халл Сити»
29 июля 2015 года Тейлор продолжил карьеру в чемпионшипе, подписав 1-летний контракт с «Халл Сити».

## Награды
«Ньюкасл Юнайтед»
- Победитель Чемпионшип Футбольной лиги Англии: 2009/10
- Победитель Teresa Herrera Trophy: Winner: 2010